# 约翰·萨利斯
约翰·萨利斯（英語：John Sallis，1938年—2025年2月18日），美国哲学家。他主要关注大陆哲学，对现象学、德国唯心主义以及哲学与艺术的交叉领域，进行了深入研究。
萨利斯的重要专著包括《尼采与悲剧空间》（1991）、《雅克·德里达的文本》（1989）和《想象的逻辑：自然力的膨胀》（2012）等。在这些作品中，他试图弥合历史和现代哲学传统。例如，在《尼采与悲剧空间》中，他探讨了尼采对希腊悲剧的重新解读，强调阿波罗精神和酒神精神之间的动态相互作用是理解艺术创作和存在意义的框架。同样，他对德里达文本的分析将解构置于大陆哲学的更广泛背景下，突出了其对形而上学传统的根本挑战。
萨利斯最著名的成就之一是他对想象概念的重新解读。在《想象的逻辑》一书中，他批判了传统的逻辑框架，提出了一种超越传统界限的“过高逻辑”，以探索自然和人类存在的基本维度。萨利斯从柏拉图、亚里士多德、康德、黑格尔、尼采和弗洛伊德等先辈的作品中汲取灵感，认为想象力不仅是一种表征，而且是一种变革力量，重新定义了我们对现实的理解。他主张一种基于想象逻辑的哲学宇宙学。
萨利斯注重跨学科方法，对艺术和美学有广泛涉猎。他关注哲学和视觉艺术之间的关联，正如他对保罗·塞尚和瓦西里·康定斯基等人物的分析所示。例如，他对塞尚的风景画与现象学的感知概念进行了讨论，认为艺术家的可以打破传统的视觉层次，打通存在与非存在之间的界限。同样，他对中国山水画的讨论，特别是对郭熙作品的讨论，突出了艺术如何进行跨文化的共鸣。
萨利斯担任的学术职务包括波士顿学院的弗雷德里克·J·阿德尔曼哲学教授等等。